# Corvus Corax
Corvus Corax é uma banda alemã conhecida por tocar música neo-medieval utilizando instrumentos autênticos. A banda foi formada em 1989 por Catus Rabensang, Wim (Venustus) e Meister Selbfried na Alemanha Oriental, quando o então jovem grupo musical teve que deixar o seu corvo para trás quando fugiu do país. Corvus corax é o nome científico do corvo comum. Frequentemente a banda faz uso de gaitas de fole como instrumento solo.
Hoje a banda é composta por sete integrantes: Castus Rabensang ("Castus Ravensong"), Xandru, Norri (previamente conhecido como Harmann der Drescher), Hatz ("Hunt"), Vit e Victorius. Em maio de 2005, Meister Selbfried, pesquisador de música medieval e um dos fundadores de Corvus Corax, decidiu encerrar a sua atividade musical e dedicar-se à gravadora da própria banda, Pica Records. O seu lugar na banda foi assumido por Jordon Finus em 2006.
Corvus Corax lança a sua música na Europa pela Pica Records, e nos EUA pela Noir Records. Os projetos Cantus Buranos são lançados na Europa pela Roadrunner Europe.

## História
Em 2006, eles colaboraram com o compositor Kai Rosenkranz, da Piranha Bytes, para a trilha sonora do jogo de vídeo Gothic 3. O Corvus Corax fez uma participação especial em Die Diener der Pest, episódio 26 da série de rádio Point Whitmark, produzida por Volker Sassenberg, lançada em maio de 2009. Na versão original do episódio piloto da série Game of Thrones da HBO, a banda fez uma apresentação num festival, mas essas cenas não foram incluídas na versão final lançada. O Corvus Corax também participou da ópera-rock Excalibur em 2010.
Lançado em 1º de agosto de 2008 pelo selo da própria banda, Pica Music, Cantus Buranus II foi divulgado. Trata-se de uma nova gravação orquestral de músicas do manuscrito medieval Carmina Burana. O grupo de Berlim criou uma composição para orquestra, coro e um conjunto medieval, gravando o CD e o DVD ao vivo na Ilha dos Museus, diante de 5.000 pessoas.
Corvus Corax realizou uma versão ao vivo da sua música "Ballade De Mercy" no episódio piloto da série de TV Game of Thrones, baseada na série de fantasia As Crônicas de Gelo e Fogo de George R.R. Martinho. O episódio piloto foi mudado drasticamente antes de ir ao ar na TV, e a apresentação não foi utilizada.
A banda Corvus Corax se apresentou no festival Wacken Open Air nos anos de 2005, 2010, 2013 e 2017, e gravou a música-tema do jogo Dragon Age: Origins.
Em 2022, foi a atração principal da edição especial do Odin’s Krieger Fest em São Paulo.

## Discografia

### Álbuns
- Ante Casu Peccati (1989)
- Congregatio (1990)
- Inter Deum Et Diabolum Semper Musica Est (1993)
- Tritonus (1995)
- Live auf dem Wäscherschloß (1998)
- Viator (1998)
- Tempi Antiquii (1999, compilation of works from 1988 to 1992)
- Mille Anni Passi Sunt (2000 – edição limitada de 2000 cópias)
- In Electronica Remixe (2000)
- Seikilos (2002)
- Gaudia Vite (live) (2003)
- Best of Corvus Corax (2005)
- Cantus Buranus (2005)
- Cantus Buranus Live in Berlin (2006)
- Venus Vina Musica (2006)
- Kaltenberg anno MMVII (2007)
- Cantus Buranus II (lançado em 1 de Agosto de 2008.)
- Cantus Buranus – Das Orgelwerk (lançado em 5 de Dezembro de 2008)
- Live in Berlin (lançado em Julho de 2009)
- Sverker (2011)
- Sverker Live at Summer Breeze & Castlefest (2011)
- Gimlie (2013)
- Ars Mystica – Selectio 1989–2016 (2016)
- Der Fluch des Drachen (2017)
- Skál (2018)
- Die Maske des Roten Todes (2021)
- Era Metallum (2022)[14][15]

### EPs/Singles
- Tanzwut EP (1996)
- Corvus Corax erzählen Märchen aus alter Zeit EP (2000)
- Hymnus Cantica CDS (2002)

### DVD/Vídeo
- Gaudia Vite Live DVD – USA Edition (2006)
- Cantus Buranus Live in Berlin DVD (2006)
- Corvus Corax Live in Berlin – Passionskirche DVD (2009)
- Cantus Buranus Live in München DVD (2010)